# Archives sociales suisses
Les Archives sociales suisses (Schweizerisches Sozialarchiv - SSA) sont une association regroupant un dépôt d'archives, une bibliothèque spécialisée et un centre de documentation, centrée sur les mouvements sociaux et créée en 1906 à Zurich.

## Description
Les Archives sociales suisses collectionnent les documents concernant l'histoire du travail, de la politique sociale, de la situation et des mouvements sociaux depuis les années 1880. Les Archives sociales documentent également les sciences humaines et sociales. 
Les Archives sociales sont la principale institution en Suisse collectant les documents d'origines non étatiques, pertinents pour l'histoire sociale ; par exemple les archives de nombreux syndicats, partis politiques et associations. Les Archives sociales conservent les héritages d'environ 700 organisations et 150 individus. Par exemple les archives de la section suisse d'Amnesty international (versées en 2013), de Pro Senectute Suisse (versées en 2012), du syndicat Unia et de ses précurseurs (SIB, FTMH et FCTA), ainsi que de la coopérative SSR Reisen. Les collections contiennent non seulement des archives proprement dites, mais aussi des imprimés (livres, périodiques, tracts, affiches, coupures de presse), microfilms et moyens audio-visuels (photographies, films, enregistrements). Ces documents sont une riche source sur le plan international, utilisée pour des recherches et des expositions.

Logo des Archives sociales suisses

## Organisation
Les Archives sociales sont une association d'utilité publique. Au comité sont représentés les plus importants soutiens financiers : la Confédération, le canton de Zurich et la ville de Zurich. Il existe en outre un conseil consultatif scientifique. Environ 20 archivistes et bibliothécaires sont employés.

## Accès
L'accès aux Archives sociales est public et gratuit. Les collections sont consultées surtout par des étudiants et des enseignants, mais aussi par des journalistes et des secrétaires associatifs.
Livres et périodiques sont décrits dans le catalogue collectif suisse NEBIS. Des catalogues conventionnels existent pour les autres types de documents, au siège des Archives sociales. Ces derniers sont complètement informatisés et publiés sur le site web.

## Histoire
Les Archives sociales ont été fondées en 1906 à l'initiative de Paul Pflüger (1865-1947), pasteur, politicien et réformateur social suisse, sous le nom « Zentralstelle für soziale Literatur der Schweiz » (Centrale pour la littérature sociale). La première salle de lecture est ouverte en 1907. Déjà en 1919 il fallut déménager dans des locaux plus vastes, et à nouveau en 1957 et 1984. L'institution prend en 1942 le nom de « Archives sociales suisses ». L'accroissement des fonds est spécialement important dans l'après-guerre. 
Aux débuts des Archives sociales se rencontraient dans la salle de lecture des immigrants russes ou allemands. Dans l'entre-deux-guerres les archives sont fréquentées par des intellectuels ayant fui les dictatures allemande et italienne. Après la Seconde Guerre mondiale sont spécialement présents les réfugiés d'Europe de l'Est.
Les Archives sociales suisses, tout comme la maison « zum Sonnenhof » dans laquelle elles se trouvent, sont inscrites comme bien culturel suisse d'importance nationale du canton de Zurich.